# إنتر ميلان موسم 2014–15
كان موسم 2014–15 هو الموسم الـ106 في تاريخ نادي إنتر ميلان لكرة القدم والموسم الـ99 على التوالي في دوري الدرجة الأولى الإيطالي لكرة القدم. وشارك الفريق في الدوري الإيطالي وكأس إيطاليا والدوري الأوروبي.